# Іванковецька сільська рада (Знам'янський район)
| Іванковецька сільська рада — колишній орган місцевого самоврядування у Знам'янському районі Кіровоградської області з адміністративним центром у с. Іванківці. Сільській раді були підпорядковані населені пункти: - с. Іванківці - с. Веселівка - с. Заломи - с. П'ятихатки - с. Юхимове |

## Склад ради
Рада складалася з 16 депутатів та голови.

### Керівний склад ради
| ПІБ                        | Основні відомості                                                               | Дата обрання | Дата звільнення |
| -------------------------- | ------------------------------------------------------------------------------- | ------------ | --------------- |
| Безсонов Василь Григорович | Сільський голова, 1952 року народження, освіта, безпартійний                    | 26.03.2006   | 31.10.2010      |
| Магась Лідія Миколаївна    | Сільський голова, 1968 року народження, освіта середня спеціальна, позапартійна | 31.10.2010   |                 |

Примітка: таблиця складена за даними джерела

## Населення
Згідно з переписом УРСР 1989 року чисельність наявного населення сільської ради становила 1659 осіб, з яких 713 чоловіків та 946 жінок.
За переписом населення України 2001 року в сільській раді мешкали 1374 особи.

### Мова
Розподіл населення за рідною мовою за даними перепису 2001 року:
| Мова       | Відсоток |
| ---------- | -------- |
| українська | 95,85 %  |
| російська  | 2,62 %   |
| угорська   | 0,87 %   |
| молдовська | 0,36 %   |
| білоруська | 0,07 %   |
| гагаузька  | 0,07 %   |